# Arthur Vierendeel
Arthur Vierendeel (* 10. April 1852 in Löwen (flämisch Leuven, französisch Louvain) in Flämisch-Brabant, Flandern, Belgien; † 8. November 1940 in Ukkel (französisch Uccle) bei Brüssel) war ein belgischer Bauingenieur. (Das gelegentlich angegebene Geburtsjahr 1853 dürfte falsch sein.) Vierendeel ist der Erfinder des Vierendeelträgers, des Trägers ohne Diagonalen.

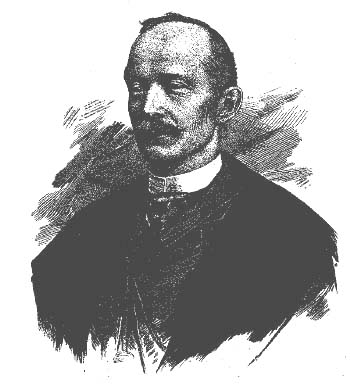
Arthur Vierendeel

## Lebenslauf und Werk
Geboren wurde er als Jules Arthur Meunier. Erst bei der zweiten Heirat seiner Mutter erhielt er im Alter von fünf Jahren den Namen Vierendeel. 1874 machte er sein Diplom an der „Ecoles Spéciales de Génie Civil, des Arts et Manufactures et des Mines“ der katholischen Universität in Löwen. Von 1876 bis 1885 war er Angestellter in einem Stahlwerk, den „Ateliers Nicaise et Delcuve“ in La Louvière.
1877 baute er die Stahlkonstruktion des Cirque royal (Königlicher Zirkus) in Brüssel. Diese war ein so leichter, schlanker und kühner Stahlskelettbau, dass man zunächst seiner Standfestigkeit misstraute. Deshalb musste ein ganzes Regiment Soldaten die Belastbarkeit testen, bevor das Bauwerk freigegeben wurde.
1885 wurde er Chefingenieur und technischer Direktor der Provinz West-Flandern. Dort war er in der Verwaltung unter anderem für den Aufbau eines Straßennetzes verantwortlich.
Von 1889 bis 1935 lehrte er als Professor bzw. Dozent und Nachfolger von Louis Cousins an den „Ecoles Spéciales“ der Universität in Löwen in den Fächern Materialfestigkeit, Tragwerksplanung und Architekturgeschichte. 1889 veröffentlichte er ein Werk über die Tragwerkslehre und 1896 erhielt er den Prix du Roi (Preis des Königs) für seine Stahlkonstruktionen und sein Werk »La construction architecturale en fonte en fer et en acier«.

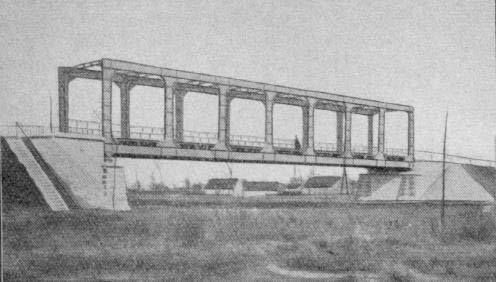
Frühe Vierendeelträger-Brücke in Avelgem

1896 entwickelte er den Vierendeelträger und erhielt ein Patent dafür. Die erste Vierendeelträger-Brücke baute er 1896/97 für die Brüsseler Weltausstellung (mit einer Spannweite von 31,5 m) in Tervueren auf eigene Kosten und belastete diese bis zum Versagen, um die Übereinstimmung von Theorie und Praxis zu testen. In der Folge wurden viele Brücken mit diesem Träger gebaut, besonders für die belgische Staatsbahn, aber auch weltweit (die erste Brücke in den USA mit diesem System 1900). Eine frühe Brücke war im Jahr 1902 die Brücke über den Fluss Schelde in Avelgem. Er musste allerdings für seine Neuerungen kämpfen; die Fachwelt (unter anderem Otto Mohr und Franz Cech) reagierte zunächst widersprüchlich. Es gab zum Beispiel eine lebhafte Debatte 1912 in der Zeitschrift Der Eisenbau. Die vielen Artikel über die Analyse seiner Statik Anfang des 20. Jahrhunderts beförderten auch die Entwicklung der Verschiebungsmethode.
Vierendeel leistete auch Bedeutendes beim Erforschen des Knickens von Druckstäben, bei der Belastbarkeit von Stahl unter Zugbelastung, und bei der Berechnung von Fundamenten. Seine Tätigkeit als technischer Direktor der Provinz West-Flandern beendete er schon 1927. Seine letzte Veröffentlichung, die letzte Ausgabe seiner Tragwerkslehre, erschien 1935.

## Bauwerke
- Cirque royal in Brüssel (1877; abgerissen ca. 1947)
- Stählerner Turm der Kirche von Dadizeele (1890)
- Vierendeelträger-Versuchsbrücke mit 31,5 m Spannweite in Tervuren (1898) für eine internationale Ausstellung in Brüssel
- Lesesaal der Alten Bibliothèque Nationale in Paris

## Schriften
- L’architecture métallique au XIXe siècle et l’exposition de 1889 à Paris. Ramlot, Brüssel 1890 (archive.org)
- Stabilité des Constructions (8 Bände). Hrsg. von A. Uystpruyst. Louvain / Paris 1901–1920 (Band 2 – Internet Archive; Band 3 – Internet Archive; Band 5 – Internet Archive)
- La construction architecturale en fonte, fer et acier par Arthur Vierendeel (Text- und Tafelband). Louvain und Paris 1902 (Digitalisat, Biblioteca Digital Hispánica)
- Esquisse d’une histoire de la technique (2 Bände). 1921